# Rhizosmilia robusta
Espèce
Statut CITES
Rhizosmilia robusta est une espèce de coraux appartenant à la famille des Caryophylliidae.